# Oonopoides hondo
Oonopoides hondo – gatunek pająków z rodziny Oonopidae i podrodziny Oonopinae.
Gatunek ten opisany został w 2013 roku przez Normana I. Platnicka i Lily Berniker na podstawie pojedynczego samca, odłowionego we wrześniu 2008 roku przy drodze z San Marcos de Caiquín do Gracias.
Holotypowy samiec ma 1,75 mm długości ciała. Oczy tylno-środkowe leżą w widoku z przodu niżej niż tylno-boczne. Odległość między oczami przednio-środkowej pary wynosi więcej niż ich średnica. Endyty są w częściach odsiebnych niewykrojone, w częściach przednio-środkowych zaopatrzone w pojedynczą, szeroką, wystającą półkę. Opistosoma (odwłok) u obu płci ma na spodzie zarówno skutum epigastryczne jak i postepigastryczne. Nogogłaszczki samca cechują się bulbusem pozbawionym wystającego płata grzbietowego dosiebnie od embolusa, nasadowym wyrostkiem embolarnym krótszym niż u O. anoxus, podstawą embolusa długą i poszerzoną, ale węższą niż u O. pallidulus, a samym embolusem stosunkowo długim, dłuższym niż u O. cartago.
Pająk neotropikalny, endemiczny dla Hondurasu, znany tylko z lokalizacji typowej w departamencie Lempira, położonej na wysokości 1315 m n.p.m.